# Pornographie amateur
 (janvier 2020).
La pornographie amateur est un genre du cinéma pornographique dans lequel les protagonistes, par opposition aux acteurs et actrices, sont des amateurs, c'est-à-dire qu'ils tournent sans être payés, pour le plaisir, et le plus souvent en se filmant eux-mêmes.
Ce genre s'est considérablement développé avec la diffusion dans le grand public de moyens d'enregistrement vidéos simples et performants. Peu onéreuse, la confection d'un film pornographique amateur ne demande aucune connaissance technique particulière, seule comptant la prise sur le vif des ébats sexuels représentés à l'écran. Le caractère non professionnel de la prise de vue est d'ailleurs un argument commercial important lors de la diffusion des films amateurs.
La pornographie amateur peut être rapprochée du documentaire, mais dans sa version brute, avant tout travail de montage et sans qu'intervienne un quelconque commentaire.
L'essentiel pour le réalisateur est de donner l'illusion au spectateur qu'il voit des images clandestines, presque interdites, à l'instar d'un film de vacances qui laisserait entrevoir les ébats d'un couple lambda entre deux scènes de baignade.

## Un genre commercial
Il est difficile de classer les films pornographiques à partir du seul label amateur. En effet, sous cette catégorie fleurit un grand nombre de productions mettant en scène des acteurs et actrices de films pornographiques professionnels filmés volontairement, sans aucun respect des canons esthétiques traditionnels du septième art. Le cadrage est décentré, le son est enregistré directement, et toute velléité de montage est sciemment ignorée. À l'extrême, on pourrait considérer que l'essentiel des films pornographiques tournés de nos jours sont des films amateurs. Ainsi, la pornographie amateur est-elle en passe de devenir le canon du cinéma pornographique lui-même.

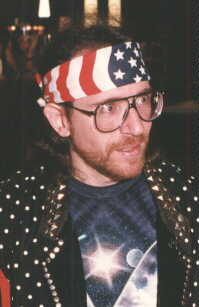
Ed Powers.

Il faut distinguer les véritables productions amateurs et les productions empruntant les canons de la pornographie amateur. Les distributeurs américains distinguent ainsi les productions ProAm et les productions amateur proprement dite (parfois orthographié « amatuer »). Les premières se confondent généralement avec la pornographie gonzo, et mettent en scène de véritables acteurs professionnels.
À l'inverse, la véritable production amateur se distingue par une volonté délibérée de ne filmer que des inconnus (« la fille d'à côté »). Certains réalisateurs américains, comme Ed Powers, se sont faits les spécialistes du genre. Le scénario est immuable : des jeunes filles sont abordées dans la rue ou dans un café, et finissent par accomplir des exploits sexuels devant la caméra.
La plupart du temps, il s'agit d'une mise en scène mimant la spontanéité d'une rencontre fortuite entre un acteur-réalisateur et le ou la performer. La pornographie amateur apparaît ainsi comme la manière la plus simple d'entrer dans le monde du cinéma pornographique. La majorité des actrices américaines ont commencé leur carrière dans la pornographie en participant à des films amateurs.
En France, la pornographie amateur n'a pas encore pour fonction essentielle de découvrir des nouveaux talents. Les participants aux films amateurs tournés par Laetitia ou feu Patrice Cabanel ou MSTX demeurent anonymes, et ne se lancent pas dans une carrière pornographique. Malgré tout, presque toutes les actrices pornographiques célèbres en France ont commencé leur carrière en participant à une production amateur.

### Sur Internet
Le genre amateur s'enrichit avec la réalisation de sites web pornographiques incluant des vidéos. Il est techniquement de plus en plus facile de créer un site web ou un blog dans lequel des séquences vidéos sont intégrées. Le développement du haut débit permet au spectateur d'atteindre un confort de vision très proche de celui de la télévision. Ainsi, la nouvelle génération des films amateurs n'est plus seulement distribuée par le biais de bandes vidéos et de DVD mais grâce à Internet.
Sur certains sites, le spectateur a l'illusion d'être en interactivité avec l'actrice (ou l'acteur) pornographique amateur. Il peut même scénariser lui-même une séquence qui sera filmée et diffusée sur le site. La pornographie amateur développe ainsi un pont entre le cybersexe et les films pornographiques plus classiques.
Le développement de la pornographie est ainsi en voie d'atteindre une étape nouvelle de son histoire. Grâce à Internet, le spectateur est intégré dans une scène pornographique. Réalité et fiction s'entremêlent, donnant naissance à une forme de sexe sans relation charnelle. Le spectateur-acteur pourra par la suite rediffuser la séquence amateur dont il a défini le scénario et à laquelle il a virtuellement participé.
Il ne faut pas confondre cette tendance liée au développement technologique de l'interactivité sexuelle et la pratique consistant pour des particuliers à filmer et diffuser eux-mêmes les images de leurs ébats. Il existe ainsi de nombreux sites américains, plus rarement européens, tenus par des personnes volontairement exhibitionnistes. De manière très classique, le visiteur du site se place en situation de voyeur et assiste aux exploits sexuels des participants. Le spectateur demeure passif. Ces pratiques exhibitionnistes sont désormais communes et relèvent de l'amateurisme pornographique.

### L'amateurisme
L'amateurisme pornographique consiste à filmer ou photographier soi-même des scènes sexuelles à des fins privées ou semi-privées. Dans le secret de leur chambre, les amants immortalisent leurs ébats grâce à la vidéo ou la photographie numérique. Cette pratique constitue une forme essentielle de la pornographie amateur. Son développement est lié à la diffusion dans le grand public des premiers caméscopes dès le début des années 1980.
Généralement, la diffusion de ces films pornographiques est restreinte à un public constitué des seuls participants. Néanmoins, avec Internet, on assiste de plus en plus à une diffusion publique de ces productions maisons (« homemade »). Des amants éconduits prennent parfois l'habitude de diffuser dans des forums de discussion les images ou les vidéos de leurs ébats avec leurs anciennes maîtresses.
Ces diffusions constituent en France une infraction pénale et un délit civil passible d'une condamnation à une amende, au paiement de dommages et intérêts au profit de la victime, voire à une peine de prison. Le cas est plus délicat aux États-Unis où le droit à la vie privée doit être confronté à la liberté d'expression (en vertu du Premier amendement de la Constitution).

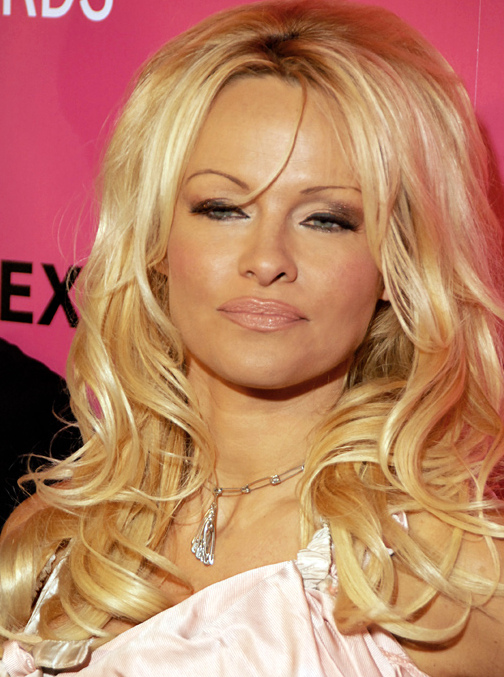
Pamela Anderson.

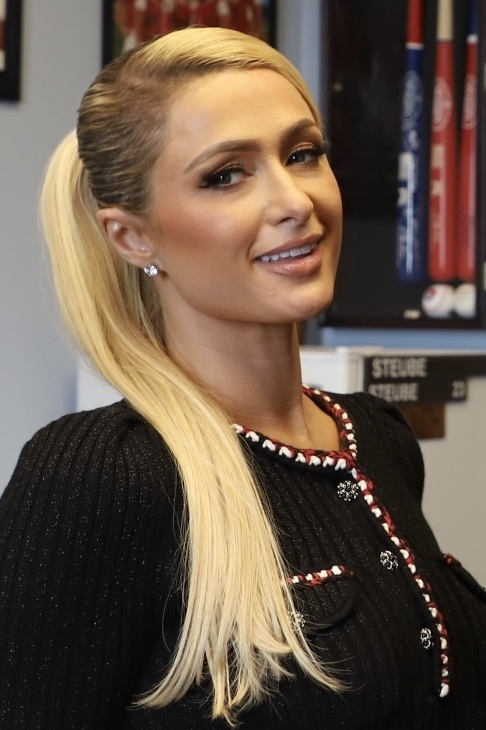
Paris Hilton.

Certaines personnalités sont tentées de jouer sur le caractère involontaire de la diffusion de ces vidéos et photos privées. Ainsi, l'actrice Pamela Anderson connut une considérable augmentation de sa notoriété grâce à la diffusion sur Internet, puis sur support vidéo, de ses ébats avec son mari Tommy Lee. Plus récemment, Paris Hilton a su utiliser la diffusion de ses ébats avec son amant afin d'accéder à la notoriété.
Dans ces cas, la frontière entre la vie privée et la vie publique s'estompe, parfois délibérément. Ainsi, un film amateur tourné à des fins ludiques peut-il s'avérer une source d'importants revenus dérivés, grâce à la soudaine notoriété qu'il procure. À l'inverse, une telle diffusion peut parfois amener les personnes concernées à un état de grande détresse psychique et morale, surtout si ces dernières ne prennent aucune part à la vie publique et médiatique.
Il est désormais commun de découvrir des images des exploits érotiques ou sexuels des stars du moment dans la presse à sensation. Les personnalités concernées réagissent de manière fort diverses. Certaines s'en accommodent, étant parfois même à l'origine de la diffusion. D'autres tentent d'obtenir l'interdiction en justice de la diffusion des images. Le phénomène existe dans de nombreux milieux : audiovisuels, sportifs, culturelles, politiques… Mais il se peut aussi qu'il touche des personnalités dotées d'une notoriété plus restreinte, ou qu'il devienne un objet de chantage, comme ce fut le cas dans les années 1950 aux États-Unis durant le maccarthysme.